# Божидар Ферянчич
Божидар Ферянчич (ср. Божидар Ферјанчић) е сръбски историк и византолог, доктор на науките, професор и академик. Като член на САНУ, наследява на поста Директор на византоложкия институт към академията изтъкнатия византолог Георгий Острогорски. Подпредседател на Международната византоложка асоциация.